# Gunilla Wiberg
Gunilla Ingela "GP" Wiberg, född Pettersson 19 november 1967 i Hammarby församling i Stockholms län, är en svensk tidigare handbollsspelare (vänstersexa). Hon spelade 64 landskamper för Sveriges landslag och har tilldelats Stora tjejers märke.

## Klubbkarriär
Gunilla Wiberg, då med efternamnet Pettersson, spelade fram till 1989 för IF Thor men värvades sedan till Skånela IF  då hon var 22 år gammal. Hon spelade för Skånela under sex säsonger 1989–1995. Hon var med och vann föreningen enda SM-guld 1992. Hon spelade som vänstersexa. Efter två års uppehåll spelade hon ett år till för Skånela 1997 -1998.
2005 började en rad tidigare spelare i Skånela IF spela för Östersunds HK. Förutom Gunilla Wiberg, även Jessica Carlsson med 15 säsonger i elitserien för Skånela Camilla Eriksson med hela 110 landskamper och förflutet i Skånela; Anna-Maria Carlberg, målvakt i Skånela med 38 landskamper och Astrid Nilsson med åtta landskampsuppdrag. Det är inte känt hur detta slutade.

## Landslagskarriär
Gunilla Wiberg (Pettersson) spelade 64 landskamper åren 1989–1994 med 84 gjorda mål i landslaget. Landslaget vann 30 av dessa 64 matcher, förlorade 28 och spelade sex oavgjorda. Sverige var bättre internationellt och kvalificerade sig för VM både 1990 och 1993 i Norge. Gunilla Pettersson spelade 1993 i Norge-VM då Sverige kom på sjätte plats efter att ha förlorat mot Ryssland i matchen om femte plats. Wiberg debuterade och avslutade mot Litauen. Debuten spelades den 14 november 1889 i Norrtälje och Sverige vann med 25-23. Sista landskampen var en EM-kvalmatch den 9 mars 1994 i Västerås och Sverige förlorade med 17-22 men vann ändå EM-kvalet.